# Guasayán
Guasayán je jeden z 27 departementů provincie Santiago del Estero na severozápadě Argentiny. Na severu hraničí s departmentem Río Hondo a s provincií Tucumán, na východě s departementem hlavního města Santiago del Estero, na jihu s departmentem Choya a na západě s provincií Catamarca. Hlavním městem departementu je San Pedro de Guasayán.